# Amauroderma sprucei
Amauroderma sprucei är en svampart som först beskrevs av Narcisse Theophile Patouillard, och fick sitt nu gällande namn av Torrend 1920. Amauroderma sprucei ingår i släktet Amauroderma och familjen Ganodermataceae.   Inga underarter finns listade i Catalogue of Life.